# Геомеханика
Геомеха́ника — фундаментальная часть горной науки, изучающая физико-математические свойства горных пород и массивов, их напряжённо-деформированное состояние и разрушение, возникающее вследствие естественных и горно-технологических факторов

## Общие сведения
Геомеханика возникла в качестве части геофизики и симбиоза геологии с механикой в конце XIX — начале XX века. Являясь синтезирующим направлением, в своих исследованиях она применяет методы родственных дисциплин, таких как инженерные геология и геодинамика, сейсмология, механика сплошных сред, гидро- и газомеханика, термодинамика.

## Предмет изучения
Важнейшей целью геомеханики является предсказание развития процессов напряженно-деформационного состояния земной коры в целом и, в частности, её твёрдой, жидкой и газообразной фаз. Поэтому предметом изучения являются закономерности эволюции свойств горных пород под воздействием таких факторов, как остывание и нагревание земной коры, притяжение Земли и других небесных тел, центробежные силы, обусловленные вращением планеты. То есть, факторов приводящих к процессам изменения напряжений, деформирования, перемещения, разрушения и упрочнения участков земной коры.

## Основные направления
Геомеханика включает в себя два основных направления исследований. Это механика грунтов и механика горных пород. Первое изучает грунты и их взаимодействие с фундаментами сооружений, включая такие явления как, например, оползни. Второе, занимаясь механическими свойствами горных пород, разрабатывает рекомендации для добычи нефти, создании глубинных скважин, прокладки туннелей, бурения скальных пород и других подобных задач.